# 日本フラワーデザイン専門学校
日本フラワーデザイン専門学校（にほんフラワーデザインせんもんがっこう）は、フラワーデザインに関する日本の専修学校。学校法人東京造形芸術学園が運営している。

## 沿革
- 1992年（平成4年） - 民間教育機関・日本フラワーデザイン専門学院を、夜間講座として発足
- 1993年（平成5年） - 昼間の講座も開講
- 1998年（平成10年） - 学校法人と専修学校の認可を取得する
- 2020年（令和2年） - 学生募集を停止。[1]

## 設置学科
- フラワーデザイン本科（2年制）
- フラワーデザイン造形科（1年制）